# Xenodoxus annulatus
Xenodoxus annulatus är en insektsart som först beskrevs av Brunner von Wattenwyl 1891.  Xenodoxus annulatus ingår i släktet Xenodoxus och familjen vårtbitare. Inga underarter finns listade i Catalogue of Life.